# Spartan APC
Spartan APC – kanadyjski samochód opancerzony produkowany przez firmę Streit Group.
Spartan APC bazuje na podwoziu samochodu Ford F550. Opancerzenie zapewnia ochronę załogi przed ostrzałem małokalibrowej broni strzeleckiej na poziomie CEN Level 7. Podłoga zapewnia ochronę przed wybuchem min na poziomie II STANAG 4569.